# Chimaeromyrma brachycephala
Chimaeromyrma brachycephala (лат.) — ископаемый вид муравьёв, единственный в составе рода Chimaeromyrma из подсемейства формицины в семействе Formicidae. Сахалинский янтарь, Россия, средний эоцен, возраст находки 43—47 млн лет (первоначально возраст находки определялся как палеоцен).

## Описание
Мелкие муравьи с мономорфными рабочими. Длина тела около 5 мм, длина головы 0,9 мм, ширина головы 1,3 мм, длина скапуса 1,75 мм. Голова широкая, трапециевидная. Скапус усика очень длинный, примерно вдвое длиннее головы. Булава усика отсутствует, антенны в целом 12-члениковые. Усики прикреплены вдали от клипеуса. Голени средних и задних ног с простой шпорой. Стебелёк между грудкой и брюшком состоит из одного петиолюса. Название рода Chimaeromyrma происходит от греческих слов chimaera (химера) + myrma (муравей). Один из древнейших представителей подсемейства формицины.
Вид был впервые описан в 1988 году советским и российским мирмекологом профессором Геннадием Михайловичем Длусским (1937—2014).
В 2024 году систематическое положение вида и рода определялось как incertae sedis в составе трибы Camponotini.